# Ikuo Oishi
Ikuo Oishi (Tokyo, 1901 – 4 dicembre 1944) è stato un regista, animatore e direttore della fotografia giapponese.

## Filmografia

### Cortometraggi

#### Regista
- Usagi to kame (1918)
- Bikkuri gyoten shinju daiô (1928)
- Shokurin bitan: Dekobô no seikô (1930)
- Nezumi no rusuban (1931)
- Go Stop, co-regia di Shoji Ichino (1931)
- Yamagoya no yûbe (1932)
- Gozonji Araki Mataemon (1932)
- Bumbuku chagama (1932)
- Shôjôji no tanuki-bayashi (1935)

#### Regista e animatore
- Ugokie kori no tatehiki (1933)
- Talkie no hanashi (1936)

#### Animatore
- Ponsuke no haru (1934)
- Kachikachi yama (1934)
- Ari to kaeru (1935)
- Bîru banzai (1935)
- Oyoge ya oyoge (1939)
- Ponsuke no udekurabe (1951)

#### Direttore della fotografia
- Futatsu no taiyô (1929)